# 菊池恭三

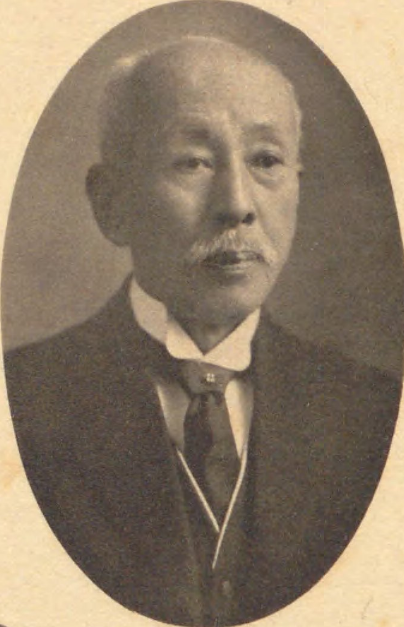
菊池恭三

菊池 恭三（きくち きょうぞう、1859年11月9日（安政6年10月15日）- 1942年（昭和17年）12月28日）は、明治から昭和前期の紡績技術者、実業家、政治家。大日本紡績（現ユニチカ）社長、貴族院勅選議員、工学博士。幼名・文造。

## 経歴
伊予国宇和郡川名津浦（愛媛県西宇和郡川上村を経て現八幡浜市川上町）で、庄屋・菊池久右衛門泰成、久子の三男として生まれる。1871年（明治4年）、一時、伊予吉田藩郡奉行・鈴木勝吉の養嗣子となり、藩校文武館で学んだ。その後、松山の勝山校などで学び、1976年（明治9年）大阪英語学校に入学。1878年（明治11年）11月、父に無断で上京したが、父の許しを得て勉学を続け、1879年（明治12年）工部大学校に入学し、予備科、機械工学科で学び1885年（明治18年）4月に卒業した。
1885年6月、海軍省に入省し準判任官御用掛に任じられ横須賀造船所計画部に配属された。1887年（明治20年）3月、海軍省を辞職し、翌4月、大蔵省に転じ判任官二等となり造幣局に配属された。平野紡績の創立に伴い紡績技術者として勧誘され、イギリス留学を条件に承諾し、同年8月、大蔵省を退職した。同年10月、イギリスに出発し、紡績工場での実施研修、夜学での勉学、紡績機械の発注などを終え、アメリカ合衆国経由で帰国し、1888年（明治21年）11月、横浜に到着した。同年12月、平野紡績支配人兼工務部長に就任。1889年（明治22年）尼崎紡績の創設に関与し、同年6月、同社支配人兼工務長に就任。1890年（明治23年）摂津紡績の創設にも関与し、同年5月、同社工務長兼支配人に就任し、三つの紡績会社の技術部を担当した。
1893年（明治26年）6月、尼崎紡績取締役となる。1897年（明治30年）7月、摂津紡績常務取締役、1901年（明治34年）4月、尼崎紡績社長に就任。1902年（明治35年）4月、大日本紡績聯合会委員長となり、1903年（明治36年）4月まで在任。1907年（明治40年）東洋紡織が創立し取締役社長に就任。1908年（明治41年）5月、東洋紡織が尼崎紡績に合併し津守工場となる。1915年（大正4年）2月9日、文部大臣より工学博士の学位を授与された。同年6月、摂津紡績取締役社長、同年7月、三十四銀行監査役に就任。1916年（大正5年）10月、日本絹毛紡績が設立し取締役社長に就任。1918年（大正7年）6月、摂津紡績と尼崎紡績が合併して大日本紡績が設立し取締役社長となる。1924年（大正13年）8月、三十四銀行頭取に就任。化繊時代への対応のため、1926年（大正15年）3月、日本レイヨンを設立し取締役社長に就任。1927年（昭和2年）7月、共同信託を設立し取締役会長となる。1933年（昭和8年）12月、三十四銀行・山口銀行・鴻池銀行の3行合併により三和銀行が創立され取締役に就任。1936年（昭和11年）11月、大日本紡績社長を退任し会長（1940年11月退任）となる。1937年（昭和12年）9月、新日本レイヨンを設立し取締役社長に就任。1938年（昭和13年）6月、日本レイヨン社長を退任し取締役会長となる。1942年（昭和17年）5月、新日本レイヨン取締役社長を退任し取締役会長に就任。その他、協調会評議員、東洋協会評議員、日本郵船取締役、日本無線電信会社委員、交通協会評議員、大阪発明協会会長、大礼記念国産振興東京博覧会協議員、日本工業倶楽部評議員などを務めた。
1926年12月7日、貴族院勅選議員に任じられ、同成会に属して死去するまで在任した。この間、内務省社会局参与、済生会評議員、大日本警防協会賛助会員なども務めた。
1942年12月、慢性腎臓炎のため死去した。

## 栄典
- 藍綬褒章（1913年10月）[5][11]
- 紺綬褒章（1921年12月）[5][15]

## 伝記
- 菊池恭三翁伝記編纂委員会編『菊池恭三翁伝』菊池恭三翁伝記編纂事務所、1949年。
- 藤本鉄雄『近代紡績業の先駆者菊池恭三伝』〈愛媛新聞ブックス〉愛媛新聞社、2001年。

## 親族
- 兄 赤松泰苞（初代畑地村長・愛媛県会議員）[16]
- 弟 田中泰董（造船技術者）[16]
- 四男 菊池文吾（日本レイヨン第2代社長）[24]
- 五男 菊池辰雄（大阪トヨタ自動車社長）[25]